# Bruine goudvink
De bruine goudvink (Pyrrhula nipalensis) is een zangvogel uit de familie der Fringillidae (Vinkachtigen). 

## Verspreiding en leefgebied
Deze soort komt voor van de Himalaya tot zuidoostelijk China en Taiwan en westelijk Maleisië en telt 5 ondersoorten:
- Pyrrhula nipalensis nipalensis: van de Himalaya tot noordoostelijk India.
- Pyrrhula nipalensis ricketti: van noordoostelijk India en noordelijk Myanmar tot zuidoostelijk China en noordwestelijk Vietnam.
- Pyrrhula nipalensis victoriae: westelijk Myanmar.
- Pyrrhula nipalensis waterstradti: Maleisië.
- Pyrrhula nipalensis uchidai: Taiwan.